# Nati nel 1966/Maggio
| Questa pagina contiene informazioni ricavate automaticamente dalle voci biografiche con l'ausilio del template Bio e di un bot. L'aggiornamento è periodico e automatico e ricostruisce completamente la pagina. Se manca una persona in questa lista, sei pregato di non aggiungerla, ma accertati piuttosto che la sua voce biografica contenga il template Bio e che i dati anagrafici siano correttamente compilati. Se il template Bio manca, inseriscilo tu stesso o, in alternativa, metti l'avviso {{tmp\|Bio}} che ne segnala la mancanza. Se i dati riportati sono sbagliati, correggi direttamente la voce biografica; le modifiche saranno visibili in questa lista entro pochi giorni. Per chiarimenti vedi il progetto biografie. La lista contiene solo le 299 persone che sono citate nell'enciclopedia e per le quali è stato implementato correttamente il template Bio. Pagina aggiornata al 2 ago 2025. |

- 1º maggio - Abdelhakim Belhadj, guerrigliero libico
- 1º maggio - Jaime Calderón Calderón, arcivescovo cattolico messicano
- 1º maggio - Enzo Fileno Carabba, scrittore italiano
- 1º maggio - Johnny Colt, bassista statunitense
- 1º maggio - Nicola Dibitonto, allenatore di calcio e ex calciatore italiano
- 1º maggio - Anne Fletcher, coreografa, ballerina e attrice statunitense
- 1º maggio - Franco Landella, politico italiano
- 1º maggio - Charlie Schlatter, attore e doppiatore statunitense
- 1º maggio - Olaf Thon, ex calciatore e allenatore di calcio tedesco
- 1º maggio - Carlos Zanón, scrittore e poeta spagnolo
- 2 maggio - Stefano Apuzzo, politico, giornalista e scrittore italiano
- 2 maggio - Torben Boye, ex calciatore danese
- 2 maggio - Tove Bøygard, cantante norvegese
- 2 maggio - Johan Devos, dirigente sportivo, ex ciclista su strada e pistard belga
- 2 maggio - Julie Johnson, politica statunitense
- 2 maggio - Patty L'Abbate, politica italiana
- 2 maggio - Alessandro Morbidelli, astronomo italiano
- 3 maggio - Giōrgos Agorogiannīs, ex calciatore greco
- 3 maggio - Vladimir Angelov, coreografo bulgaro
- 3 maggio - Caio César Franco da Silveira, ex cestista brasiliano
- 3 maggio - Luis César Sampedro, allenatore di calcio e ex calciatore spagnolo
- 3 maggio - Margarita Geuer, ex cestista spagnola
- 3 maggio - Katrin Göring-Eckardt, politica tedesca
- 4 maggio - Cleveland Gary, ex giocatore di football americano statunitense
- 4 maggio - Peter Jaks, hockeista su ghiaccio e dirigente sportivo svizzero († 2011)
- 4 maggio - Sheila O'Connor, attrice e sceneggiatrice francese
- 4 maggio - Karen Phillips, ex nuotatrice australiana
- 4 maggio - Stefano Sollima, regista e sceneggiatore italiano
- 5 maggio - Shawn Drover, batterista e chitarrista canadese
- 5 maggio - Ljubov' Egorova, ex fondista russa
- 5 maggio - Alessandra Giungi, ex judoka italiana
- 5 maggio - Salvador Illa, politico spagnolo
- 5 maggio - Martin Knöri, ex sciatore alpino svizzero
- 5 maggio - Sergej Stanišev, politico bulgaro
- 5 maggio - Tomáš Stúpala, ex calciatore slovacco
- 5 maggio - Josh Weinstein, sceneggiatore statunitense
- 6 maggio - Jonathan Donahue, musicista statunitense
- 6 maggio - Giannos Kalotheou, ex calciatore e ex giocatore di calcio a 5 cipriota
- 6 maggio - Aleksandr Aleksandrovič Skvorcov, cosmonauta, aviatore e ufficiale russo
- 6 maggio - Keishi Ōtomo, regista e sceneggiatore giapponese
- 7 maggio - Xavi Crespo, ex cestista spagnolo
- 7 maggio - Ted Deutch, politico e avvocato statunitense
- 7 maggio - Jes Høgh, ex calciatore danese
- 7 maggio - Kaoru Kakinami, ex calciatrice giapponese
- 7 maggio - Filippo Melchiorre, politico italiano
- 7 maggio - Attila Pintér, allenatore di calcio e ex calciatore ungherese
- 7 maggio - Rob Reekers, allenatore di calcio e ex calciatore olandese
- 7 maggio - Atsushi Satō, tastierista, compositore e arrangiatore giapponese
- 7 maggio - Peter Szendy, filosofo e musicologo francese
- 7 maggio - Andrea Tafi, ex ciclista su strada italiano
- 7 maggio - Alessandro Urzì, politico e giornalista italiano
- 8 maggio - Bruno Gudelj, ex pallamanista croato
- 8 maggio - Dorota Idzi, ex pentatleta polacca
- 8 maggio - Kamil Kašťák, ex hockeista su ghiaccio ceco
- 8 maggio - Donato Rotunno, regista, sceneggiatore e produttore cinematografico lussemburghese
- 8 maggio - Giovanni Ruvolo, biologo e politico italiano
- 8 maggio - Rocko Schamoni, cantante, attore e scrittore tedesco
- 8 maggio - Massimiliano Smeriglio, politico e scrittore italiano
- 8 maggio - Marta Sánchez, cantante spagnola
- 8 maggio - Cláudio Taffarel, allenatore di calcio e ex calciatore brasiliano
- 9 maggio - Srđan Aleksić, attore e militare jugoslavo († 1993)
- 9 maggio - Roberto Burchielli, regista, sceneggiatore e autore televisivo italiano
- 9 maggio - Bill Hawkins, ex giocatore di football americano statunitense
- 9 maggio - Basílio Marques, allenatore di calcio e calciatore portoghese († 2020)
- 9 maggio - Marco Antônio da Silva, ex calciatore brasiliano
- 9 maggio - Monica Sarnelli, cantante italiana
- 9 maggio - Antonio Silio, ex mezzofondista e maratoneta argentino
- 10 maggio - Dirk van den Berg, regista, produttore cinematografico e sceneggiatore tedesco
- 10 maggio - Jason Brooks, attore statunitense
- 10 maggio - Ömer Büyükaycan, ex cestista turco
- 10 maggio - Imelda Chiappa, ex ciclista su strada italiana
- 10 maggio - Wade Dominguez, attore statunitense († 1998)
- 10 maggio - Jonathan Edwards, ex triplista britannico
- 10 maggio - Anne Elvebakk, biatleta e fondista norvegese
- 10 maggio - Florian Ferracci, pilota motociclistico francese
- 10 maggio - Angelika Hurler, ex sciatrice alpina tedesca
- 10 maggio - David Mackenzie, regista e sceneggiatore britannico
- 10 maggio - Ronni Reis, ex tennista statunitense
- 10 maggio - Adriaan Richter, ex rugbista a 15 sudafricano
- 10 maggio - Pete Stauber, politico e ex hockeista su ghiaccio statunitense
- 10 maggio - Greg Van Emburgh, ex tennista statunitense
- 11 maggio - Bill Ackman, imprenditore statunitense
- 11 maggio - Antonella Baldini, doppiatrice italiana
- 11 maggio - Christiane Hebold, cantante tedesca
- 11 maggio - Guido Improta, politico, dirigente pubblico e dirigente d'azienda italiano
- 11 maggio - Michelle MacPherson, ex nuotatrice canadese
- 11 maggio - Christoph Schneider, batterista tedesco
- 11 maggio - Luca Vendruscolo, regista e sceneggiatore italiano
- 12 maggio - Stephen Baldwin, attore, regista e attivista statunitense
- 12 maggio - Sami Bouajila, attore francese
- 12 maggio - Stefano Cassarà, ex arbitro di calcio italiano
- 12 maggio - Dez Fafara, cantante statunitense
- 12 maggio - Bebel Gilberto, cantante brasiliana
- 12 maggio - John Lesher, produttore cinematografico statunitense
- 12 maggio - David Mitrani Arenal, scrittore cubano
- 12 maggio - Anne Ottenbrite, ex nuotatrice canadese
- 12 maggio - Davide Pioggia, glottologo italiano
- 12 maggio - Vladimir Quesada, ex calciatore costaricano
- 12 maggio - Deborah Kara Unger, attrice canadese
- 12 maggio - Andrea de Bertoldi, politico italiano
- 13 maggio - Lee Altus, chitarrista statunitense
- 13 maggio - Cheryl Dunye, regista, sceneggiatrice e attrice liberiana
- 13 maggio - Antonella Forattini, politica italiana
- 13 maggio - Alison Goldfrapp, cantante e musicista britannica
- 13 maggio - Karol Karski, giurista e politico polacco
- 13 maggio - Marco Nappi, allenatore di calcio e ex calciatore italiano
- 13 maggio - Nina Nastasia, cantautrice statunitense
- 13 maggio - Maurizio Nicolosi, attore italiano
- 13 maggio - Javier Pereira, allenatore di calcio e ex calciatore spagnolo
- 13 maggio - Stacey Plaskett, politica e avvocatessa statunitense
- 13 maggio - Darius Rucker, cantautore statunitense
- 13 maggio - Nitin Sawhney, musicista, produttore discografico e compositore britannico
- 13 maggio - Francisco Takeo, ex calciatore boliviano
- 14 maggio - Natalie Batalha, astrofisica statunitense
- 14 maggio - Fulvio Binetti, musicista italiano
- 14 maggio - Mike Inez, bassista statunitense
- 14 maggio - Fab Morvan, cantante e ballerino francese
- 14 maggio - Marie-Helene Östlund, ex fondista svedese
- 14 maggio - Juan Miguel Paz, ex schermidore colombiano
- 14 maggio - Raphael Saadiq, cantante, musicista e produttore discografico statunitense
- 14 maggio - Pooh Richardson, ex cestista statunitense
- 14 maggio - Mark Steifensand, schermidore tedesco
- 15 maggio - Gianluca Buonanno, politico italiano († 2016)
- 15 maggio - Ézio, calciatore brasiliano († 2011)
- 15 maggio - Igor' Konašenkov, generale e giornalista russo
- 15 maggio - Carlos Navarro, ex giocatore di calcio a 5 spagnolo
- 15 maggio - Jiří Němec, ex calciatore ceco
- 15 maggio - Frédérick Raynal, autore di videogiochi francese
- 15 maggio - Greg Wise, attore britannico
- 15 maggio - Sofia Wistam, conduttrice televisiva e conduttrice radiofonica svedese
- 16 maggio - Giuseppe Ferazzoli, allenatore di calcio e ex calciatore italiano
- 16 maggio - Giovanni Guzzetta, giurista italiano
- 16 maggio - Janet Jackson, cantautrice, ballerina e attrice statunitense
- 16 maggio - Ice One, produttore discografico, rapper e disc jockey italiano
- 16 maggio - Brad Silverman, attore statunitense
- 16 maggio - Giovanni Soldini, velista italiano
- 16 maggio - Richard Stannard, paroliere e produttore discografico britannico
- 16 maggio - Thurman Thomas, ex giocatore di football americano statunitense
- 17 maggio - Magnus Andersson, ex pallamanista e allenatore di pallamano svedese
- 17 maggio - Marco Cornini, scultore italiano
- 17 maggio - José Francisco González González, arcivescovo cattolico messicano
- 17 maggio - Hill Harper, attore statunitense
- 17 maggio - Qusayy Saddam Hussein, politico e militare iracheno († 2003)
- 17 maggio - Ibrahim Kamara, allenatore di calcio ivoriano
- 17 maggio - Mark Kratzmann, ex tennista australiano
- 17 maggio - Henrik Larsen, allenatore di calcio e ex calciatore danese
- 17 maggio - Danny Manning, allenatore di pallacanestro e ex cestista statunitense
- 17 maggio - Umberto Marroni, politico italiano
- 17 maggio - Vasilīs Palaiokōstas, criminale greco
- 17 maggio - Gilles Quénéhervé, ex velocista francese
- 17 maggio - Alberto Rossi, attore italiano
- 17 maggio - Fabio Triboli, ex paraciclista italiano
- 17 maggio - Stefano Zoff, ex pugile italiano
- 18 maggio - Enrico Brignano, comico, cabarettista e showman italiano
- 18 maggio - Jörg Guido Hülsmann, economista tedesco
- 18 maggio - Elisa Matilla, attrice e conduttrice televisiva spagnola
- 18 maggio - Renata Nielsen, ex lunghista polacca
- 18 maggio - Issaka Sawadogo, attore burkinabé
- 18 maggio - Bent Skammelsrud, ex calciatore norvegese
- 18 maggio - Vasos Tsaggarīs, ex calciatore cipriota
- 18 maggio - Teresa Villaverde, regista e sceneggiatrice portoghese
- 19 maggio - Franco Manzato, politico italiano
- 19 maggio - Jeff Moe, ex cestista statunitense
- 19 maggio - Debora Paglieri, imprenditrice italiana
- 19 maggio - Jodi Picoult, scrittrice e fumettista statunitense
- 19 maggio - Erkan Sözeri, allenatore di calcio e ex calciatore turco
- 19 maggio - Polly Walker, attrice britannica
- 20 maggio - Peter Artner, ex calciatore austriaco
- 20 maggio - Riccardo Chartroux, giornalista italiano
- 20 maggio - Mindy Cohn, attrice, cabarettista e doppiatrice statunitense
- 20 maggio - Dan Abrams, giornalista, imprenditore e conduttore televisivo statunitense
- 20 maggio - Rahile Dawut, antropologa e etnografa cinese
- 20 maggio - Derrek Hamilton, ex cestista statunitense
- 20 maggio - Per-Ove Ludvigsen, procuratore sportivo, dirigente sportivo e ex calciatore norvegese
- 20 maggio - Enrico Remmert, scrittore italiano
- 20 maggio - José Manuel Rodríguez Ibáñez, ex atleta paralimpico spagnolo
- 20 maggio - Dario Scardapane, sceneggiatore e produttore televisivo statunitense
- 21 maggio - Monika Bulaj, fotografa e giornalista polacca
- 21 maggio - Darla Crane, attrice pornografica, regista e modella statunitense
- 21 maggio - Serafina Cuomo, storica e matematica italiana
- 21 maggio - Russell Dive, scacchista neozelandese
- 21 maggio - Lisa Edelstein, attrice statunitense
- 21 maggio - Sujoy Ghos, regista, sceneggiatore e produttore cinematografico indiano
- 21 maggio - Brando Giorgi, attore e ex modello italiano
- 21 maggio - Iwona Kowalewska, ex pentatleta polacca
- 21 maggio - Zdenko Kožul, scacchista croato
- 21 maggio - Tat'jana Ledovskaja, ex ostacolista e velocista bielorussa
- 21 maggio - Andrzej Lesiak, allenatore di calcio e ex calciatore polacco
- 21 maggio - Lori-Ann Muenzer, ex pistard canadese
- 21 maggio - François Omam-Biyik, allenatore di calcio e ex calciatore camerunese
- 21 maggio - Gabriella Pinzari, matematica italiana
- 21 maggio - Simone Schettino, comico, cabarettista e regista cinematografico italiano
- 22 maggio - Jesús Angoy, allenatore di calcio, ex calciatore e ex giocatore di football americano spagnolo
- 22 maggio - Kevin Curtain, pilota motociclistico australiano
- 22 maggio - Carlos Enríquez, ex calciatore ecuadoriano
- 22 maggio - Johnny Gill, cantautore statunitense
- 22 maggio - Kenny Hickey, chitarrista e cantante statunitense
- 22 maggio - Rob Lock, ex cestista statunitense
- 22 maggio - Paolo Minicucci, allenatore di calcio a 5, dirigente sportivo e ex giocatore di calcio a 5 italiano
- 22 maggio - Scott Putski, ex wrestler statunitense
- 22 maggio - Miguel Pérez Jr., wrestler portoricano
- 22 maggio - Donald Royal, ex cestista statunitense
- 22 maggio - Wang Xiaoshuai, regista cinematografico, sceneggiatore e attore cinematografico cinese
- 23 maggio - Jean-Michel Aeby, allenatore di calcio e ex calciatore svizzero
- 23 maggio - H. Jon Benjamin, attore, doppiatore e comico statunitense
- 23 maggio - Eliane Brum, giornalista e scrittrice brasiliana
- 23 maggio - Carlo Martelli, politico italiano
- 23 maggio - Alejandro Martínez, allenatore di pallacanestro spagnolo
- 23 maggio - Thomas S. Ricketts, imprenditore e dirigente sportivo statunitense
- 23 maggio - Heidi Rohi, schermitrice estone
- 23 maggio - Salvatore Rumeo, vescovo cattolico italiano
- 23 maggio - Mark Trombino, produttore discografico e batterista statunitense
- 23 maggio - Domingo Valencia, ex giocatore di calcio a 5 spagnolo
- 23 maggio - Luis Zahera, attore spagnolo
- 23 maggio - Árni Páll Árnason, politico islandese
- 24 maggio - Maria Laura Baccarini, attrice teatrale, showgirl e cantante italiana
- 24 maggio - Andrea Bellini, allenatore di calcio e ex calciatore italiano
- 24 maggio - Manfred Bender, allenatore di calcio, dirigente sportivo e ex calciatore tedesco
- 24 maggio - Éric Cantona, ex calciatore, dirigente sportivo e attore francese
- 24 maggio - Ella Guru, pittrice e musicista statunitense
- 24 maggio - Flaco, allenatore di calcio e ex calciatore spagnolo
- 24 maggio - Huang Qineng, ex calciatore cinese
- 24 maggio - Tony Jones, giocatore di football americano statunitense († 2021)
- 24 maggio - Dariusz Kasperek, ex calciatore polacco
- 24 maggio - Peter Meinert Nielsen, ex ciclista su strada e dirigente sportivo danese
- 24 maggio - Massimo Modugno, cantante italiano
- 24 maggio - Ettore Pastorelli, ex ciclista su strada italiano
- 24 maggio - Claudio Pelosi, allenatore di calcio e ex calciatore italiano
- 24 maggio - Giovanni Rossi, dirigente sportivo e ex calciatore italiano
- 24 maggio - Simone Santi, giornalista italiano
- 24 maggio - Iacopo Venier, politico italiano
- 24 maggio - Viktor Šamirov, regista russo
- 25 maggio - Ahmad Reza Abedzadeh, ex calciatore iraniano
- 25 maggio - Elisabetta Cesarini, ex cestista italiana
- 25 maggio - Florence Gossiaux, ex atleta paralimpica e tennistavolista francese
- 25 maggio - Ralph Hamers, banchiere e manager olandese
- 25 maggio - Monique Hirovanaa, ex rugbista a 15 neozelandese
- 25 maggio - Nir Klinger, allenatore di calcio e ex calciatore israeliano
- 25 maggio - Janne Lindberg, allenatore di calcio e ex calciatore finlandese
- 25 maggio - Claudio Longhi, direttore artistico e regista teatrale italiano
- 25 maggio - Jane Makale, ex cestista keniota
- 25 maggio - Teresa Marzia, fumettista italiana
- 25 maggio - Dave Nonis, dirigente sportivo e ex hockeista su ghiaccio canadese
- 25 maggio - John Olivas, ex astronauta e ingegnere statunitense
- 25 maggio - Tatjana Patitz, supermodella e attrice tedesca († 2023)
- 25 maggio - David Wilson, ex pattinatore artistico su ghiaccio e coreografo canadese
- 26 maggio - Stefano Boccazzi, ex rugbista a 15 italiano
- 26 maggio - Helena Bonham Carter, attrice britannica
- 26 maggio - Zola Budd, ex mezzofondista sudafricana
- 26 maggio - Rita Eriksen, cantante norvegese
- 26 maggio - Shona Robison, politica scozzese
- 26 maggio - Gert Mittring, psicologo tedesco
- 26 maggio - Ivo Nakić, ex cestista jugoslavo
- 26 maggio - Nadia Raimondi, ex cestista italiana
- 26 maggio - Susan Sirma, ex mezzofondista keniota
- 26 maggio - Hiroki Tōchi, attore e doppiatore giapponese
- 27 maggio - Jokin Aperribay, imprenditore e dirigente sportivo spagnolo
- 27 maggio - Heston Blumenthal, cuoco e personaggio televisivo britannico
- 27 maggio - Francesco Cabras, regista, attore e fotografo italiano
- 27 maggio - Eduardo Estíbariz, ex calciatore spagnolo
- 27 maggio - Francesco Gusmitta, attore e regista italiano
- 27 maggio - Sean Kinney, batterista statunitense
- 27 maggio - Eric Leckner, ex cestista statunitense
- 27 maggio - Fabio Poggiali, attore teatrale, drammaturgo e regista teatrale italiano († 2016)
- 27 maggio - Luís Tarallo, allenatore di pallacanestro brasiliano
- 27 maggio - Fujio Yamamoto, ex calciatore giapponese
- 28 maggio - Sina, cantante svizzera
- 28 maggio - Daniela Fumarola, sindacalista italiana
- 28 maggio - Miljenko Jergović, scrittore, giornalista e traduttore bosniaco
- 28 maggio - Thomas Kellner, fotografo tedesco
- 28 maggio - Roger Kumble, regista e sceneggiatore statunitense
- 28 maggio - David Michael Latt, produttore cinematografico, regista e sceneggiatore statunitense
- 28 maggio - Ashley Laurence, attrice statunitense
- 28 maggio - Jürgen Ritter, ex calciatore liechtensteinese
- 28 maggio - Sibylle Tafel, regista e sceneggiatrice tedesca
- 28 maggio - Ivan Šapovalov, compositore russo
- 29 maggio - Arcangelo Badolati, giornalista e scrittore italiano
- 29 maggio - Michael Cheval, pittore e disegnatore russo
- 29 maggio - Antonio Fanelli, ex ciclista su strada, pistard e dirigente sportivo italiano
- 29 maggio - Diana Lee Inosanto, attrice, produttrice cinematografica e artista marziale statunitense
- 29 maggio - John Vignola, giornalista, critico musicale e conduttore radiofonico italiano
- 29 maggio - Richard Youngs, musicista britannico
- 30 maggio - Luigino Bruni, economista, saggista e giornalista italiano
- 30 maggio - Tom Cordes, ex ciclista su strada e pistard olandese
- 30 maggio - Frédéric Hantz, allenatore di calcio e ex calciatore francese
- 30 maggio - Thomas Häßler, allenatore di calcio, dirigente sportivo e ex calciatore tedesco
- 30 maggio - Lyndon Hooper, ex calciatore, ex giocatore di calcio a 5 e allenatore di calcio guyanese
- 30 maggio - Stephen Malkmus, cantante e chitarrista statunitense
- 30 maggio - Emile Mbouh, ex calciatore camerunese
- 30 maggio - Brian Quinnett, ex cestista statunitense
- 30 maggio - Luca Tentoni, giornalista e saggista italiano
- 30 maggio - Vincenzo Zaccaro, politico e avvocato italiano
- 31 maggio - Simon Armstrong, attore britannico
- 31 maggio - Thomas Kastenmaier, allenatore di calcio e ex calciatore tedesco
- 31 maggio - Alfonso Menéndez, ex arciere spagnolo
- 31 maggio - Jessica Monroe, ex canottiera canadese
- 31 maggio - Joachim Nagel, economista tedesco
- 31 maggio - Walter Pelletti, ex calciatore uruguaiano
- 31 maggio - Denis Rabaglia, regista svizzero